# Julian Wiśniewski
Julian Wiśniewski (ur. 1810, zm. 1893) – polski samorządowiec, w latach 1867–1883 burmistrz Nowego Targu.

## Życiorys
Urodził się w 1810.
W 1867 został pierwszym burmistrzem Nowego Targu okresu autonomii galicyjskiej. Na stanowisku pozostał przez szesnaście lat do 1883, jego następcą został Józef Schowal.
Zmarł w 1893. Pochowany jest na cmentarzu komunalnym w Nowym Targu.

## Życie prywatne
Mieszkał na Rynku w kamienicy nr 4. Był drugim mężem Marianny Traczyk, primo voto Dasiewicz.